# ストーンダム島
ストーンダム島（ストーンダムとう、英語、Stonedam Island）とは、北アメリカ大陸東部のウィニペソーキー湖の北西部にある島。

## 地理
ストーンダム島は、おおよそ北緯43度37分40秒 西経71度26分10秒 / 北緯43.62778度 西経71.43611度座標: 北緯43度37分40秒 西経71度26分10秒 / 北緯43.62778度 西経71.43611度付近に位置しており、この場所はアメリカ合衆国北東部ニューハンプシャー州中部のベルナップ郡に属している。
島の面積は0.453 km2

、湖岸線の長さは4.3 kmである

。
ストーンダム島の北西部の北東方向を向いた湖岸には、モーターボートを接岸させるための船着場が設けられており、これを利用してこの島へと上陸することが可能である

。
ただし、島の南部には私有地も存在しており、そこへ入ることは許されていない

。
なお、島内の最高標高地点は標高223 mである

。